# Superfície de Veronese
En matemàtiques, la superfície de Veronese és una superfície bidimensional llisa, obtinguda al incrustar el pla projectiu en un espai projectiu cinc-dimensional segons les equacions paramètriques homogènies: {\displaystyle \nu (x,y,z)=(x^{2},y^{2},z^{2},yz,xz,xy)}. Deu el seu nom al matemàtic italià Giuseppe Veronese (1854-1917).

## Definició i Propietats
La Superfície de Veronese és, doncs, una aplicació
{\displaystyle \nu :\mathbb {P} ^{2}\to \mathbb {P} ^{5}}
donada per
{\displaystyle \nu :[x:y:z]\mapsto [x^{2}:y^{2}:z^{2}:yz:xz:xy]}
on {\displaystyle [x:\cdots ]} són coordenades homogènies. L'aplicació {\displaystyle \nu } és coneguda com a incrustació de Veronese.
La superfície es pot projectar sense problemes en quatre dimensions, però totes les projeccions tridimensionals tenen singularitats. Les projeccions d'aquestes superfícies en tres dimensions s'anomenen superfícies de Steiner. El volum de la superfície de Veronese és de {\displaystyle 2\pi ^{2}}
La superfície de Veronese apareix de manera natural en l'estudi de les còniques, especialment en formalitzar la proposició de que cinc punts no alineats determinen una cònica. Una cònica és una corba de plana segon grau definida per l'equació:
{\displaystyle Ax^{2}+Bxy+Cy^{2}+Dxz+Eyz+Fz^{2}=0.}
L'emparellament entre els coeficients {\displaystyle (A,B,C,D,E,F)} i les variables variables {\displaystyle (x,y,z)} és lineal en els coeficients i quadràtic en les variables; l'aplicació de Veronese és lineal en els coeficients i en els monomis. Per això, per a tot {\displaystyle [x:y:z],} la condició de que una cònica el contingui és una funció lineal en els coeficients.
La superfície de Veronese ha tornat a ser objecte d'estudi en el camp del disseny geomètric assistit per ordinador.